# 石川県道17号金沢港線
石川県道17号金沢港線（いしかわけんどう17ごう かなざわこうせん）は、石川県金沢市金石地区と金沢市中心部を結ぶ県道（主要地方道）である。通称金石街道、あるいは金石往還、古くは宮腰往還（みやのこしおうかん）とも呼ばれていた。

## 概要
起点からほぼ南東方向に一直線に進む道路である。藤江交差点から六枚交差点の区間は片側3車線（両側6車線）で中央分離帯を設置している。この区間の中央分離帯や歩道部にはクロマツが植えられているが、これは藩政時代から昭和中期まで植えられていたクロマツの松並木道を再現したものである。これ以外の区間は片側2車線（両側4車線）で中央分離帯は設置していない。

### 路線データ
- 起点：石川県金沢市金石西3丁目1番1地先（金石交差点）
- 終点：石川県金沢市本町2丁目3番地先（白銀交差点・石川県道13号金沢停車場線交点）

## 歴史
- 1616年（元和2年）：加賀藩3代目藩主前田利常が宮腰から金沢城のある城下町までを直線で結ぶ往還を作り上げた。また、この往還は前田利常が金沢城から見渡すかがり火が一直線上になるように線引きしたとされている。
- 1959年（昭和34年）3月：中橋交差点と六枚交差点の間に、国鉄北陸本線をまたぐ中橋陸橋が架けられる。
- 1965年（昭和40年）8月10日：「金沢港線」として認定。
- 1966年（昭和41年）：幅員を19mから30mとする都市計画の変更がなされる。
- 1971年（昭和46年）9月1日：北陸鉄道金石線が全線廃止。これ以降、跡地は当県道の拡幅部とされた。
- 1990年（平成2年）：北陸本線の高架化に伴い、中橋陸橋を撤去。
- 1990年（平成2年）6月10日：藤江交差点 - 六枚交差点間2.570mが片側2車線から片側3車線に拡幅して供用開始。
- 1993年（平成5年）5月11日 - 建設省から、県道金沢港線が金沢港線として主要地方道に指定される[1]。

## 路線状況

### 別名
- 金石街道（金沢市）

## 地理

### 重複区間
- 石川県道60号金沢田鶴浜線（金沢市中橋町・中橋交差点 - 金沢市本町2丁目・白銀町交差点）

### 通過する自治体

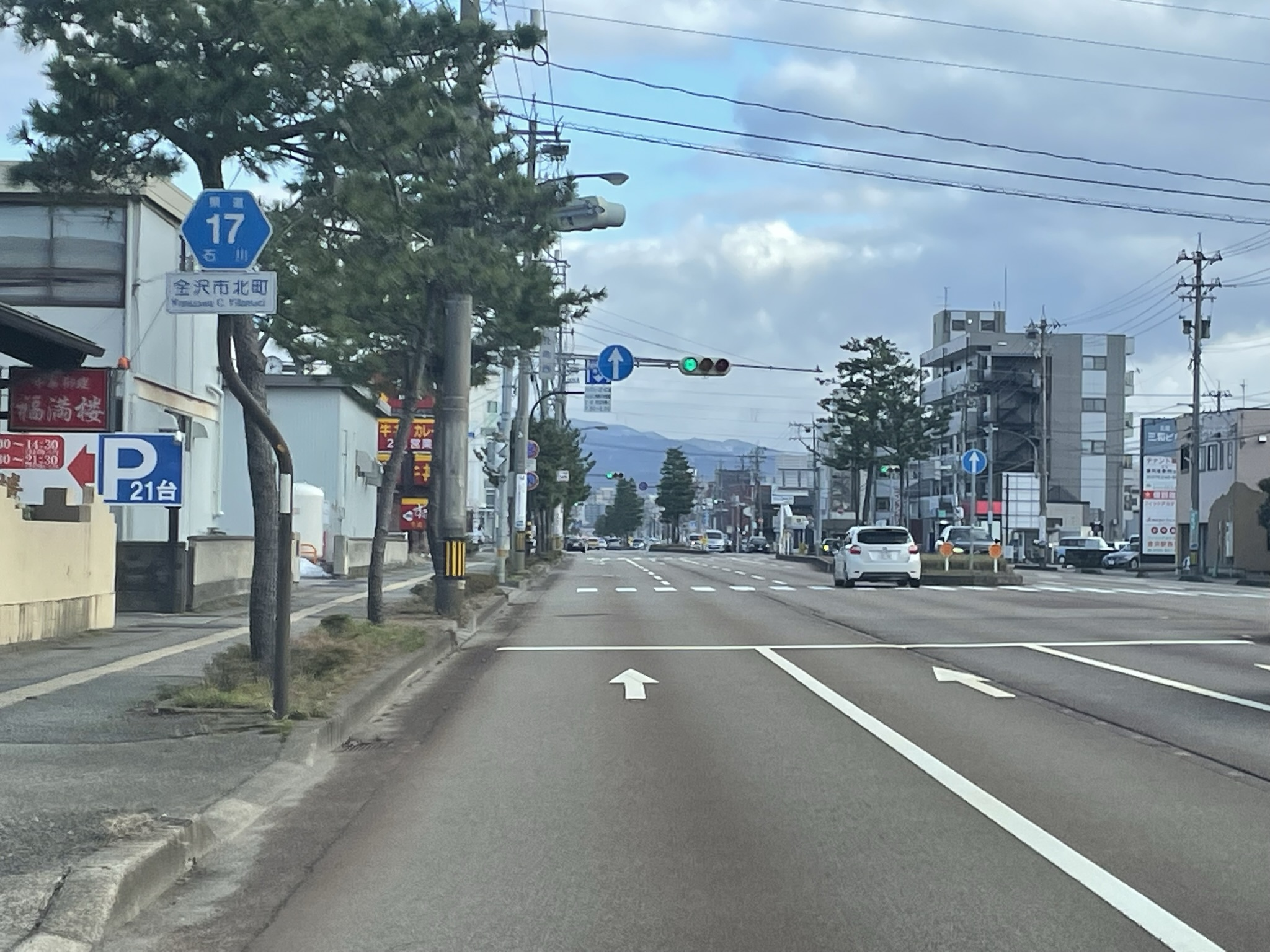
金沢市北町付近

- 金沢市

### 交差する道路
- 石川県道8号松任宇ノ気線（金沢市金石本町・西警察署前交差点）
- 石川県道197号寺中西金沢線（金沢市寺中町・寺中西交差点）
- 石川県道8号松任宇ノ気線 金沢外環状道路海側幹線（金沢市畝田西2丁目・寺中交差点）
- 石川県道198号畝田大野線（金沢市畝田西2丁目・畝田交差点）
- 国道8号（金沢市藤江北1丁目・藤江交差点）
- 石川県道60号金沢田鶴浜線（金沢市中橋町・中橋交差点）
- 石川県道146号金沢停車場南線・石川県道196号上安原昭和町線（金沢市昭和町・六枚交差点）
- 石川県道13号金沢停車場線（石川県道60号金沢田鶴浜線 重複）（金沢市本町2丁目・白銀町交差点、終点）

### 沿線にある施設など
- 金沢港
  - 金石港
- 金沢市立金石中学校
- 金沢市消防局 金石消防署
- 金沢西警察署
- 石川県銭屋五兵衛記念館
- 大野湊神社
- 金沢市立木曳野小学校
- 金沢市立大徳小学校
- 大徳自動車学校
- 金沢市立大徳中学校
- 金沢海みらい図書館
- 石川テレビ放送
- 金沢市立工業高等学校
- 石川県立金沢西高等学校
- 石川県工業試験場
- 伸晃化学
- バイパスレジャーランド 藤江店
- 金沢西病院
- 金沢市立長田中学校
- イオンタウン金沢駅西本町（マックスバリュ金沢駅西本町店）
- 金沢中央卸売市場
- 金沢市公設花き地方卸売市場
- 金沢市立戸板小学校
- 松村物産
- 金沢市立長田町小学校
- JR金沢駅
- 金沢駅バスターミナル
- ヴィサージュ
  - ANAクラウンプラザホテル金沢
- ポルテ金沢
  - ホテル日航金沢
- 金沢中央郵便局